# Андре Блейк
Андре Блейк (англ. Andre Blake, нар. 21 листопада 1990) — ямайський футболіст, воротар клубу «Філадельфія Юніон» і національної збірної Ямайки.

## Клубна кар'єра
У дорослому футболі дебютував 2011 року виступами за американську університетську команду «Коннектикут Хаскіс», в якій провів три роки, взявши участь у 68 матчах чемпіонату. Більшість часу, проведеного у складі У складі, був основним голкіпером команди.
До складу клубу «Філадельфія Юніон» з MLS приєднався 2014 року. Відтоді встиг відіграти за команду з Пенсільванії 256 матчів в лізі.

## Виступи за збірну
2014 року дебютував в офіційних матчах у складі національної збірної Ямайки. Наразі провів у формі головної команди країни 86 матчів.
У складі збірної був учасником Золотого кубка КОНКАКАФ 2015 року у США та Канаді, де разом з командою здобув «срібло», Кубка Америки 2016 року у США та Кубка Америки 2024 року, а також Золотого кубка КОНКАКАФ 2021, Золотого кубка КОНКАКАФ 2023 та Золотого кубка КОНКАКАФ 2025 років.

## Титули і досягнення

### Клубні
«Філадельфія Юніон»
- Supporters' Shield: 2020[3]
- Відкритий кубок США: друге місце 2014, 2015, 2018

### Збірна
Ямайка
- Володар Карибського кубка: 2014
- Срібний призер Золотого кубка КОНКАКАФ: 2015, 2017